# Hamburger Allee (Hannover)
Die Hamburger Allee ist eine fast einen Kilometer lange Hauptverkehrsstraße in Hannover. Sie bildet die Grenze zwischen den Stadtteilen Mitte auf der einen und Oststadt sowie List auf der anderen Seite. Sie ist Teil des hannoverschen Cityrings.

## Entstehung
Die Straße ist Teil des nach dem Zweiten Weltkrieg entstandenen hannoverschen Straßensystems. Der damalige Stadtbaurat Rudolf Hillebrecht konzipierte das hannoversche Straßennetz nach den Zerstörungen des Zweiten Weltkriegs völlig neu nach den damaligen Vorstellungen einer autogerechten Stadt. Die Hamburger Allee erhielt wie auch andere Straßenzüge des sogenannten Cityrings je Richtung mehrere Fahrspuren und einen breiten Mittelstreifen. Der Mittelstreifen war als Vorsorgeplanung konzipiert, um darauf später im Bedarfsfall Hochstraßen nach US-amerikanischem Vorbild bauen zu können. Die Raschplatzhochstraße ist das einzige Teilstück dieser Planungen, das verwirklicht wurde.

## Verlauf
Die Straße verläuft in südöstlich-nordwestlicher Richtung zwischen Vahrenwalder Straße und dem Raschplatz mit der Lister Meile.
Neben dem begrünten Mittelstreifen verfügt die Hamburger Allee beidseitig über je drei Fahrspuren. Im Bereich des Raschplatzes führt die vierspurige Raschplatzhochstraße über die Kreuzung mit der Lister Meile. Die Hamburger Allee geht hier über in die Berliner Allee. Dort steht der 141 m hohe VW-Tower. Zudem ist dort ein modernes Verwaltungsgebäude der Deutschen Bahn, das Hochhaus Lister Tor sowie die Stadtbahnstation Hauptbahnhof, die oberirdisch (D-Linien) und unterirdisch (A- und B-Linien) ist. Zudem sind dort der Pavillon Hannover und Obdachlosenunterkünfte.
Richtung Nordwesten befinden sich ein Einkaufszentrum und mehrere Hotels.

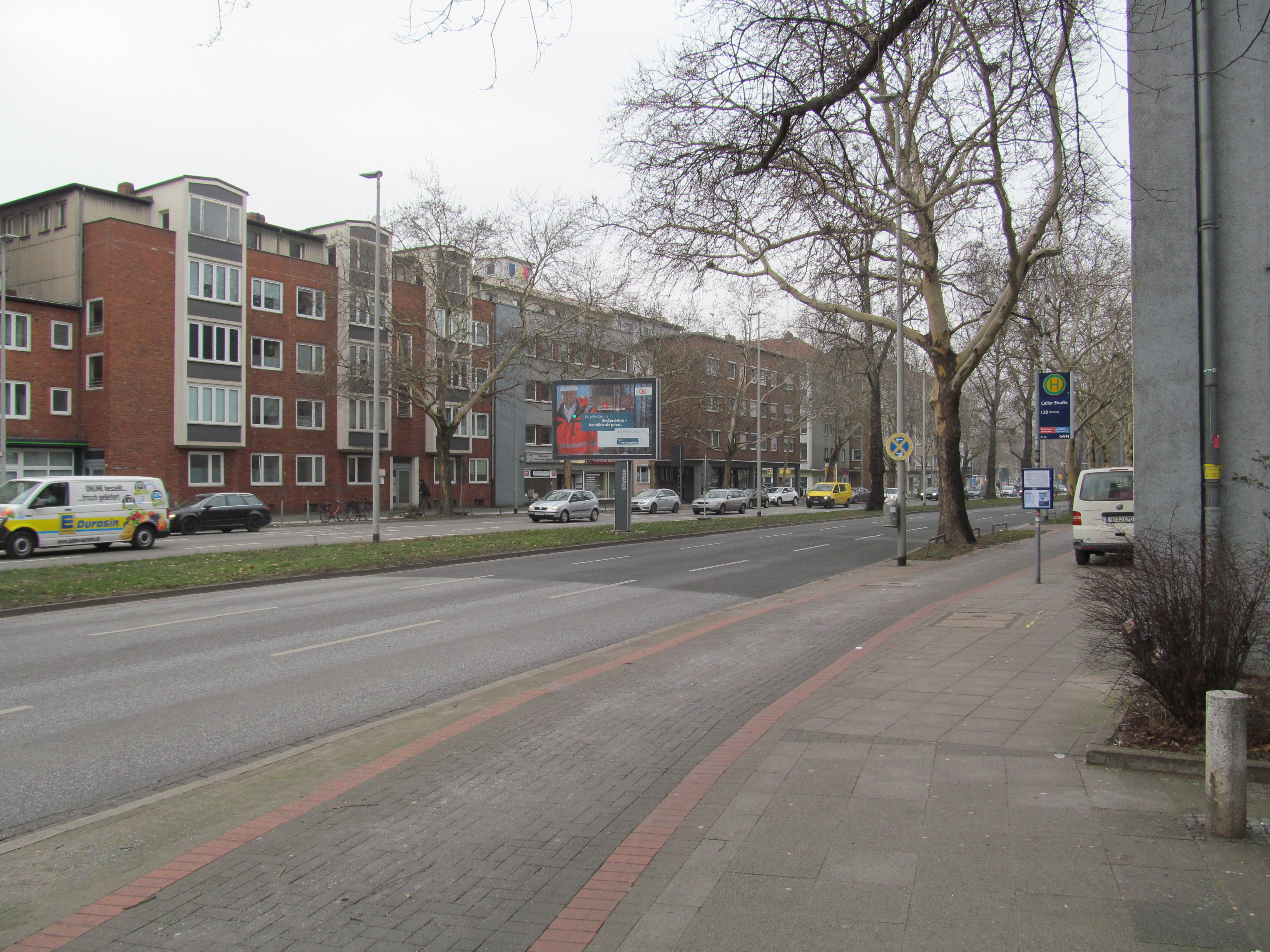
Hamburger Allee, Höhe Celler Straße
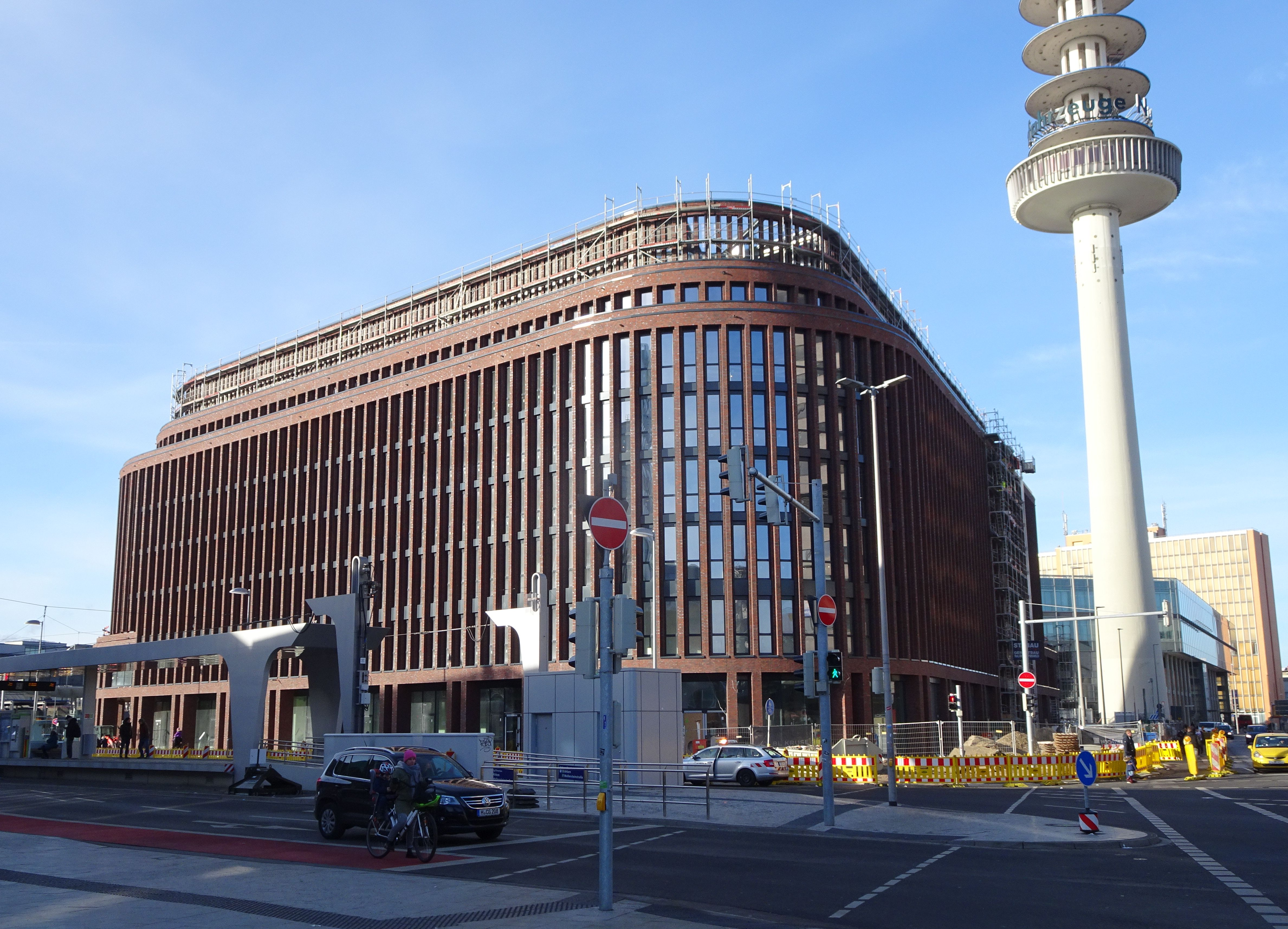
Bürogebäude der Deutschen Bahn und VW-Tower an der Hamburger Allee
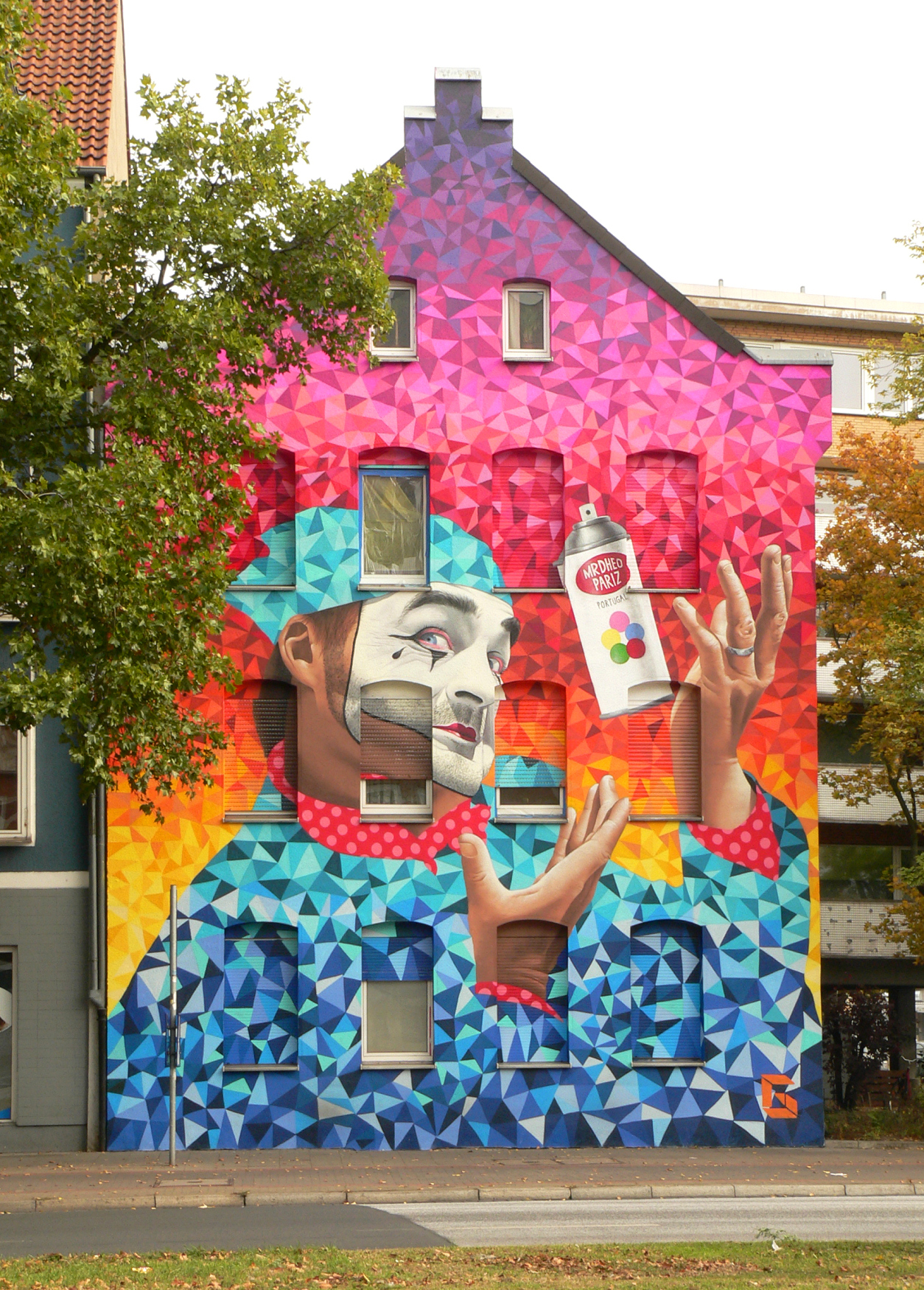
Wandgemälde an der Hamburger Allee/Ecke Celler Straße
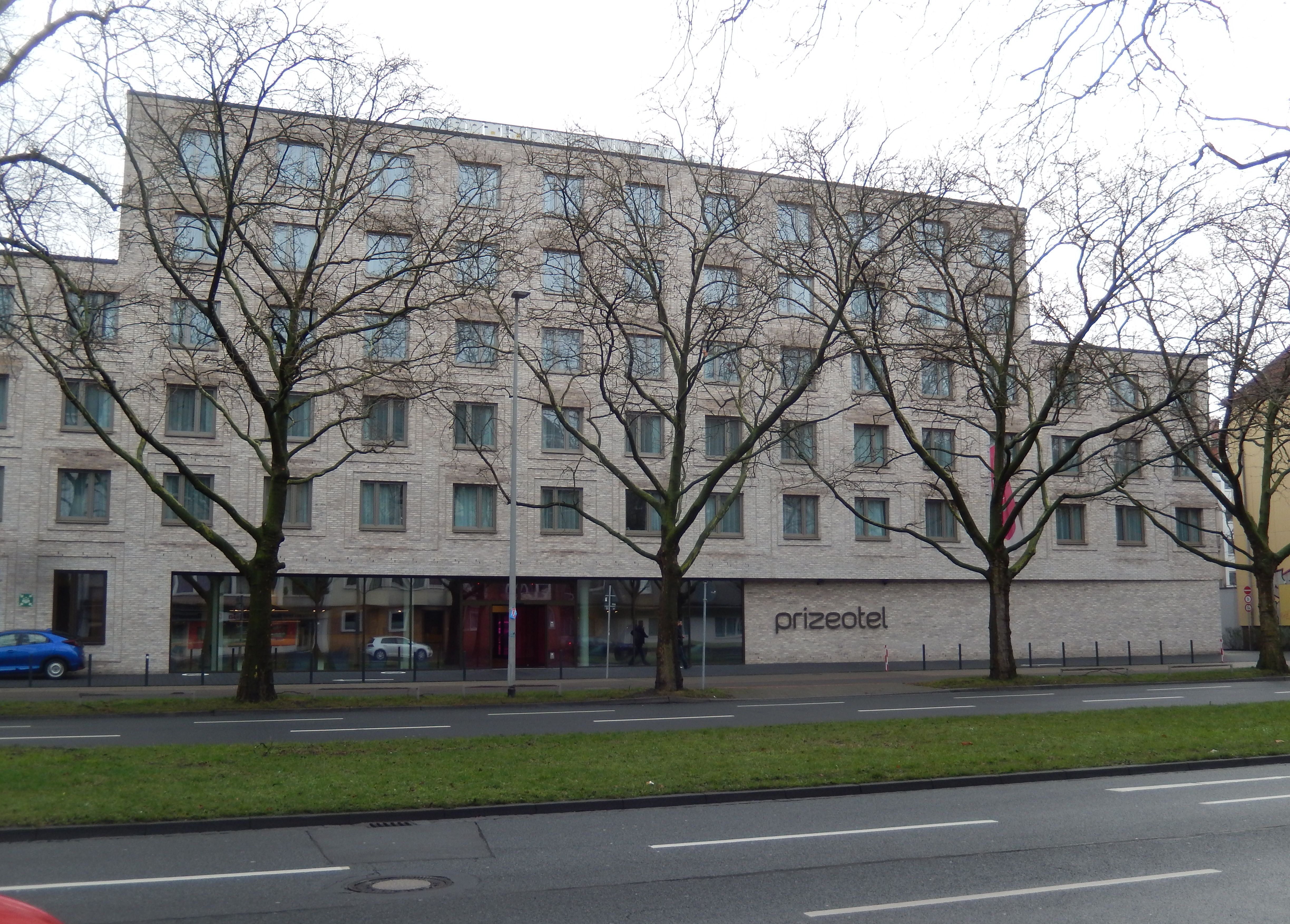
Hotel